# 노동의 새벽
《노동의 새벽》은 1984년 9월 25일, 도서출판 풀빛에서 풀빛판화시선 5호로 펴낸, 시인 박노해의 첫 시집이다. 80년대 노동 문학을 대표하는 시집이다.
1부 〈사랑이여 모진 생명이여〉, 2부 〈노동의 새벽〉, 3부 〈새 땅을 위하여〉로 구성되어 있다. 여는 시는 〈하늘〉이고 닫는 시는 〈허깨비〉이다. 평론가 채광석이 해설 〈노동현장의 눈동자〉를 썼다.
시집 속지로 반 접힌 흑백 판화 두 장이 들어 있다. 첫 장엔 잠방이만 입은 맨발의 남자가 왼손으로 얼굴의 눈물을 훔치는 듯한, 뒷모습이 박혀 있고, 둘째 장엔 투박한 얼굴의 다섯 사람이 부둥켜안고서 울고 있는 모습이 찍혀 있다.

## 시대적 의미
박노해는 현장노동자로 일하던 중, 1984년 첫 시집 《노동의 새벽》을 출간했다. 

군사독재 정권의 감시를 피해 사용한 ‘박노해’라는 필명은 ‘박해받는 노동자의 해방’이라는 뜻으로, 스스로 생을 두고 결단한 이번 생의 이름이었다.  

그의 나이 스물일곱 살, 현장 노동자로 일하던 중에 펴낸 이 시집은 한국 사회와 문단을 충격적 감동으로 뒤흔들게 된다.   

군사정부의 금서 조치에도 약 100만 부가 팔린 이 한 권의 시집은 40여 년간 무권리 상태로 침묵하던 1,000만 노동자를 각성시키고, 이 시집을 읽은 젊은 대학생들은 노동현장으로 뛰어들게 하는 양심의 북소리로 울려 퍼졌다.  

그의 시는 한국현대사를 뒤바꾼 ‘6월 민주항쟁’ 승리를 지펴낸 하나의 불꽃이 되어 ‘시의 힘’이 무엇인지를 역사 속에 보여준 생생한 사례가 되었다. 이 때부터 군사독재 정권의 표적이 되어 7년여를 수배자로 쫓기며 활발한 비밀활동을 전개했고, ‘얼굴 없는 시인’으로 불리며 한국 민주화운동 시대의 상징적인 인물이 되었다.

## 평가
시집 해설에서 채광석은 박노해의 시를 "80년대 민중시의 한 절정"이라고 평했으며, 현준만은 《민족, 민중 그리고 문학》에 실은 〈구속과 해방의 변증법〉에서 이 시집의 전체적인 구조가 노동운동사의 뼈대와 일치하는 흐름인 좌절과 극복, 구속과 해방의 변증법적 관계를 보여준다면서, 박노해를 민중시대 민중문학의 한 전형으로 평했다. 또, 김상일은 《소설문학》('85년 5월호)에 실은 〈문학텍스트와 지배적 이데올로기와의 관계〉에서 이 시집이 "지배적 이데올로기와 대립하면서 그 영역을 교란시키고 극복하고 있었다는 점에서, 의미론적인 사건을 일으키고" 있다고 평했다.

## 참고 자료
- 《박노해 현상》(도서출판 등에, 1989년)